# IEEE 802.16
IEEE 802.16 är en nätverksstandard för WMAN och finns i flera varianter. Generellt går IEEE 802.16 under namnet WiMAX, som står för Worldwide Interoperability for Microwave Access.

## Wimax forum
Bakom Wimax finns sammanslutningen Wimax Forum . Denna består av de ledande företagen inom IT- och telekombranschen i världen och förenklat sagt är syftet bland annat att se till att utrustning från olika tillverkare fungerar ihop genom en certifieringsprocess.
Den stora fördelen med Wimax jämfört med exempelvis WLAN 802.11x är att tekniken helt och hållet är utformad för att leverera bredband yttersta biten till användare – hushåll, företag etcetera. Tekniken kan ses som ett komplement på platser där det av olika skäl inte är lämpligt att använda trådbundna tekniker eller i viss fall som en konkurrent till existerande bredbandstekniker som exempelvis fiber och ADSL.

## Wimax bygger på standardenIEEE 802.16.
Grundstandarden IEEE 802.16 var specificerad för LOS (line of sight, fri sikt) och opererade inom frekvensområdet 11–66 GHz. Versionen IEEE 802.16a har utformats för frekvensområdet mellan 2 GHz och 11 GHz. Den stora skillnaden mellan de två frekvensbanden är stödet för NLOS (non line of sight, ej fri sikt) i de lägre frekvenserna. Inom ett par år kommer det utrustning baserad på IEEE 802.16e som ger mobilitet till Wimax.
Räckvidden i ett wimaxnät varierar beroende på förhållandena men är typiskt från någon kilometer upp till flera mil. Wimax är utformat för att ha en räckvidd på upp till 50 km och en överföringskapacitet på upp till 70 Mbit/s.
Kapaciteten till användaren i ett wimaxnät bestäms av tjänsteoperatören och den tekniska utrustningen och kan vara från ett par hundra kbit/s upp till många Mbit/s till varje användare precis som med andra tekniker.
Wimax stödjer också quality of service vilket betyder att nätet kan användas för att leverera video och telefoni.
De frekvenser som för närvarande godkänts av Wimax Forum ligger mellan 2,5 GHz och 5,8 GHz.

## Wimax i Sverige
I Sverige är det idag det licensbelagda frekvensutrymmet på 2,6 Ghz samt 3,5 GHz som används. Detta utrymme kan bara användas av operatörer som har tillstånd från Post- och telestyrelsen (PTS).
PTS gav år 2008 Intel en licens på 2,6 Ghz bandet till en licenskostnad av 159 MKr. Intel har planer på att bygga ett mobilt Wimax-nät baserat på IEEE 802.16e standarden.
Telia Sonera har byggt ett nät för fast Wimax i Sverige. Minst en basstation per län finns utplacerade